# Francesco Failli
Francesco Failli (* 16. Dezember 1983) ist ein ehemaliger italienischer Radrennfahrer.
Francesco Failli begann seine Karriere 2004 bei dem italienischen Radsportteam Domina Vacanze. Nach einem Jahr wechselte er für ein weiteres Jahr zu dem Professional Continental Team Naturino-Sapore di Mare. Ab 2006 fuhr er für das italienische ProTeam Liquigas-Bianchi. In seiner ersten Saison dort erreichte er jeweils eine Top-Ten-Platzierung bei der Katalonien-Rundfahrt und bei der Deutschland Tour. Zudem nahm er an der Vuelta a España teil, die er als 123. beendete. 2008 gewann er für die Mannschaft Acqua & Sapone-Caffè Mokambo eine Etappe der Settimana Ciclistica Lombarda. Zwischen 2009 und 2012 startete er viermal beim Giro d’Italia; seine beste Platzierung in der Gesamtwertung war Rang 58 im Jahr 2012. Nach Ablauf der Saison 2012 beendete Failli seine Karriere als Aktiver.

## Erfolge
2008
- eine Etappe Settimana Ciclistica Lombarda

## Grand-Tour-Platzierungen
| Grand Tour            | 2006 | 2007 | 2008 | 2009 | 2010 | 2011 | 2012 |
| --------------------- | ---- | ---- | ---- | ---- | ---- | ---- | ---- |
| Giro d’ItaliaGiro     | –    | –    | –    | 91   | 65   | DNF  | 58   |
| Tour de FranceTour    | –    | –    | –    | –    | –    | –    | –    |
| Vuelta a EspañaVuelta | 123  | –    | –    | –    | –    | –    | –    |

## Teams
- 2004 Domina Vacanze
- 2005 Naturino-Sapore di Mare
- 2006 Liquigas
- 2007 Liquigas
- 2008 Acqua & Sapone-Caffè Mokambo
- 2009 Acqua & Sapone-Caffè Mokambo
- 2010 Acqua & Sapone-D’Angelo & Antenucci
- 2011 Farnese Vini-Neri Sottoli
- 2012 Farnese Vini-Selle Italia
- 2013 Vini Fantini-Selle Italia
- 2014 Neri Sottoli